# Cuijk
Cuijk  è un paese ed un'ex-municipalità dei Paesi Bassi di 25 404 abitanti situata nella provincia del Brabante Settentrionale.
Dal 1º gennaio 2022 la municipalità di Cuijk è stata soppressa e il suo territorio, insieme a quello delle ex-municipalità di Boxmeer, Grave, Mill en Sint Hubert e Sint Anthonis, è andato a formare la nuova municipalità di Land van Cuijk.